# Амоније Хермија
Амоније Хермија (Грчки: Ἀμμώνιος ὁ Ἑρμείου, транслит. Ammōnios ho Hermeiou, досл. "Амоније, син Хермија"; око 440 – између 517-526) био је грчки филозоф из Александрије.

## Биографија
Његов деда био је филозоф Сиријан, отац филозоф Хермије а мајка филозоф Аедесија. Брат му је био филозоф Хелиодор Александријски.
Амоније је био Проклов ученик у Атини. Оредавао је у Александрији већи део свог живота, пошто је добио професору 470-их.
Био је неоплатониста. Према сачуваном извору, Амоније је држао предавања о делима Платона, Аристотела и Порфирија Тирског и написао коментаре на Аристотелова дела и три изгубљена коментара на Платонове текстове. Аутор је и текста о астролабу објављеном у Catalogus Codicum Astrologorum Graecorum. Предавао је астрономију и геометрију. Амоније је подучавао бројне неоплатонисте, укључујући Дамаскија, Олимпијодора из Тебе, Јована Филопона, Симплиција Киликијско и Асклепија из Трала. Међу његовим ученицима су били и лекар Гесије из Петра и црквени историчар Захарија говорник, који је постао епископ Митилене.
Током прогона пагана у касном Римском царству, римске власти су истраживале александријску школу; Амоније је направио компромис са патријархом Петром III, добровољно ограничивши своја предавања и активност у замену за задржавање положаја. Његова одлука је отуђила бројеве колеге и ученике, укључујући Дамаскија, који га је ипак назвао „највећим коментатором који је икада живео“ у свом делу Житије Исидора Александријског.

## Преводи радова на енглески
- Ammonius: On Aristotle Categories, превод, S. M. Cohen and G. B. Matthews. London and Ithaca 1992.
- Ammonius: On Aristotle's On Interpretation 1–8, превод, D. Blank. London and Ithaca 1996.
- Ammonius: On Aristotle's On Interpretation 9, with Boethius: On Aristotle's On Interpretation 9, превод, D. Blank (Ammonius) and N. Kretzmann (Boethius). London and Ithaca 1998
- John Philoponus: On Aristotle On Coming-to-be and Perishing 1.1–5, превод, C. J. F. Williams. London and Ithaca 1999
- John Philoponus: On Aristotle On Coming-to-be and Perishing 1.6–2.4, превод, C. J. F. Williams. London and Ithaca 1999.
- John Philoponus: On Aristotle On the Soul 2.1–6, превод, W. Charlton. London and Ithaca 2005
- John Philoponus: On Aristotle On the Soul 2.7–12, превод, W. Charlton. London and Ithaca 2005
- John Philoponus: On Aristotle On the Soul 3.1–8, превод, W. Charlton. London and Ithaca 2000
- John Philoponus: On Aristotle On the Intellect (de Anima 3.4–8), превод, W. Charlton. London and Ithaca 1991.